# Mitsubishi F-1
Die Mitsubishi F-1 war ein japanischer Erdkampfbomber, der Mitte der 1970er-Jahre aus dem Trainingsflugzeug Mitsubishi T-2 entstand. Die Indienststellung erfolgte im April 1978. Die F-1 wurde mit dem J/AWG-12-Radar ausgestattet, mit dem auch britische F-4M-Phantom-Maschinen bestückt waren. Der zweite Sitz entfiel für den Einbau von Waffenrechnern und Radarelektronik. Insgesamt wurden 77 Maschinen gebaut. Hauptaufgabe sollte die Bekämpfung von gegnerischen Schiffen sein.
Der letzte Flug der F-1 fand am 9. März 2006 als Formationsflug von sechs Luftfahrzeugen auf der JASDF-Basis Tsuiki in der japanischen Präfektur Fukuoka statt und beendete die fast 30-jährige Einsatzzeit der ersten nach dem Zweiten Weltkrieg in Japan gebauten Kampfjets.

## Technische Daten der F1
| Kenngröße             | Daten                                                                                          |
| --------------------- | ---------------------------------------------------------------------------------------------- |
| Besatzung             | 1                                                                                              |
| Länge                 | 17,86 m                                                                                        |
| Spannweite            | 7,88 m                                                                                         |
| Höhe                  | 4,39 m                                                                                         |
| Flügelfläche          | 21,48 m²                                                                                       |
| Flügelstreckung       | 2,9                                                                                            |
| Leermasse             | 6.358 kg                                                                                       |
| max. Startmasse       | 13.674 kg                                                                                      |
| Marschgeschwindigkeit |                                                                                                |
| Höchstgeschwindigkeit | 1.700 km/h in 11.000 m Höhe                                                                    |
| Dienstgipfelhöhe      | 15.240 m                                                                                       |
| Reichweite            | ca. 1.100 km                                                                                   |
| Triebwerke            | zwei Rolls-Royce/Turboméca Adour Mk 801A (Lizenzfertigung) mit je 32,49 kN Schub               |
| Bewaffnung            | eine 20-mm-Kanone JM61 mit 750 Schuss, bis zu 2.722 kg weitere Waffen an sechs Flügelstationen |